# 55式信号拳銃
55式信号拳銃（ごうごうしきしんごうけんじゅう）は、自衛隊で採用されている信号用拳銃。
太平洋戦争前に日本軍で用いられていた十年式信号拳銃と同じ中折れ式で、口径は40mm、装弾数は1発。主に航空機に搭載されており、救難や各種信号用として使用されている。